# Бехар (часопис)
Бехар је био први породични муслимански лист, покренут 1900. године у Босни и Херцеговини. Излазио је са поднасловом лист за поуку и забаву. Оснивачи Бехара били су Едхем Мулабдић, Сафвет-бег Башагић и Осман Нури Хаџић. Штампање листа је финансирао Адемага Мешић, трговац из Тешња, због чега је сматран власником листа. Бехар је својом појавом отворио период књижевних часописа у којима се појавио читав низ нових књижевних имена. У марту исте године Земаљска влада, институција аустроугарске окупационе власти у Босни и Херцеговини (1878 – 1918), издала је дозволу за покретање листа, са напоменом „да новине искључују политику“. Иницијатори Бехара заснивали су своје идеје на постојећој административно-политичкој ситуацији, тражећи у самом муслиманском елементу узроке његове духовне, моралне, друштвене и историјске заосталости.
Бехарови иницијатори су изнели разлоге и циљеве рада, а у центру пажње је заузео став о афирмацији босанског језика. Оно што Бехар чини посебно значајним јесте исламски дух са свим обележјима босанско-муслиманског менталитета и духовног наслеђа, обичаја и традиције.
Лист Бехар је стекао велику популарност међу муслиманским читаоцима, па су се чак, према речима Османа Нури Хаџића, „и млађе, и старије жене и дјевојке, прегнуле да што да што прије науче латиницу да могу читати Бехар“.
Последњи број Бехара изашао је крајем 1911. године.

## Историја
Први број часописа изашао је 1 маја 1900. године године и својим садржајем у потпуности задовољио жеље читалаца и очекивања оних муслиманских интелектуалаца који ће се окупити око овог листа. Хрватски песник Силвије Крањчевић позитивно је оценио Бехаров изглед и поручио уредништву „да нам сурадници показују своје срце, свој дух“.
Од 1906. године Бехар објављује прилоге и на турском језику. Од 1908. има ознаку да је хрватски лист, док у последњој години излажења постаје искључиво исламски књижевни и културни лист. Последњи број изашао је у децембру 1911. године, као 2. број у тој години.

### Нови Бехар
Од 1927. до 1945. године излази лист под именом Нови Бехар. До 1931. издаје га Исламска дионичка штампарија, затим Конзорцијум „Нови бехар”, а од 1944. Главни одбор Хрватског муслиманског друштва Народна узданица. Часопис је објавио многе бошњачке баладе, као и грађу из области усмене књижевности. Од 1933. до 1941. у Новом Бехару излази и додатак Дјечји Нови бехар.
Од 1993. године часопис под истим именом Бехар издаје Културно друштво Бошњака Хрватске Препород.

## Уредници
- Први одговорни уредник Бехара од броја 1 из 1900. године био је Сафвет-бег Башагић, босанскохерцеговачки песник, оријенталиста, историчар и лексикограф.
- Од броја 1 из 1901. одговорни уредник био је Едхем Мулабдић, бошњачки књижевник, учитељ и аутор првог савременог бошњачког романа.[10]
- Од броја 1 из 1906. одговорни уредник био је Хаџи Мехмед Џемалуддин Чаушевић, бошњачки теолог, мислилац, просветитељ, реформатор, новинар, преводилац, издавач, филолог и четврти по реду реис-ул-улема у Краљевини Југославији.[11]
- Од броја 1 из 1907. одговорни уредник био је Шемсибег Салихбеговић
- Од броја 1 из 1908. уредник је био Људевит Дворниковић, а одговорни уредник Шемси-бег Салихбеговић
- Од броја 1 из 1910. одговорни уредник био је Хамид Шахиновић Екрем[5]

У време када је одговорни уредник Бехара био Шемси-бег Салихбеговић (1908-1910) стварни уредник био је Муса Ћазим Ћатић, који је у Бехару објавио низ оригиналних и преведених прилога, песама, чланака, есеја и анегдота.

## Сарадници
У листу су сарађивали многи босанскохерцеговачки писци: Сафвет-бег Башагић, Едхем Мулабдић, Хамид Шахиновић, Мухамед Хивзи Муфтић, Осман Нури Хаџић и други. Као преводиоци турске књижевности истичу се Сафвет-бег Башагић и Муса Ћазим Ћатић, а са турског су доста преводили и Фехим Спахо, Шемсудим Сарајлић и Мухамед Диздар. Посебно треба истаћи превод Хиљаду и једне ноћи, који је објављиван у наставцима, од другог до петог броја 9. годишта у преводу Османа Нури Хаџића и Фехима Спахе.